# Rhithrogena beskidensis
Rhithrogena beskidensis is een haft uit de familie Heptageniidae. De wetenschappelijke naam van de soort is voor het eerst geldig gepubliceerd in 1987 door Alba-Tercedor & Sowa.
De soort komt voor in het Palearctisch gebied.